# 颱風獅子山 (2016年)
颱風獅子山（英語：Typhoon Lionrock；國際編號：1610；聯合颱風警報中心：WP122016，菲律賓大氣地球物理和天文服務管理局：Dindo）為2016年太平洋颱風季第10個獲得命名的熱帶氣旋。「獅子山」一名由香港提供，是香港位於九龍和沙田之間的一座山，其山峰貌似獅子而得名。
獅子山是該年8月於西北太平洋至華南出現的巨大「季候風渦旋」系統下第6個生成的風暴、兩週內第4個吹襲日本的熱帶氣旋，而其形成位置在北緯33.1度，是自1951年以來形成緯度第9高的熱帶氣旋；亦是本次「季候風渦旋」中最強的風暴；但獅子山由日本以南海域以偏西南路徑移近琉球群島，與侵襲琉球群島後改向東北移近日本的典型轉向熱帶氣旋路徑剛剛相反，於西北太平洋上實屬罕見。獅子山南下期間曾與正在北上吹襲日本的颱風蒲公英產生「藤原效應」導致出現不規則行徑，巧合地上一次使用此風暴名稱的2010年同名風暴也受到「雙颱效應」影響而採取異常移動路線。獅子山於琉球群島東南面海域滯留期間穩定地增強為一成熟颱風，隨後急轉彎向東北推進，「回馬槍」吹襲日本本州，最終成為睽違103年以來首個登陸日本東北地方東岸的熱帶氣旋，其登陸點更是所有登陸本州東岸的所有熱帶氣旋當中最北者，打破1913年三陸地方颱風之紀錄，獅子山挾帶之豪雨更在當地和北韓引發嚴重水災，北韓因而有過百人喪命。

## 發展過程

### 副熱帶氣旋轉性
2016年8月初熱帶氣旋妮妲過後，其引進的活躍西南季候風把熱帶輻合帶推進至北緯10至25度之間，發展出一道西至華南沿岸、東至西北太平洋的廣闊季候風槽，組成龐大的「季候風渦旋」系統（或稱「季候風環流圈」），驅使西北太平洋低壓區活動變得非常頻繁，接二連三地有熱帶氣旋生成，當中包括先後北上吹襲日本的強烈熱帶風暴奧麥斯、康森和燦都，以及影響華南的熱帶風暴電母，與該年上半年風暴活動異常淡靜的情況形成強烈對比。可是此「季候風渦旋」未有停下，繼續促使更多風暴發展，獅子山便是其中之一，且發展成此「季候風渦旋」中最強大的熱帶氣旋；另外有緊隨其後的熱帶風暴圓規，以及較早出現、與先前3個北上風暴形成位置相近的颱風蒲公英。
獅子山始於一個於8月15日在威克島西面海域生成的低壓區，美國海軍研究實驗室在當日早上8時給予熱帶擾動編號96W，聯合颱風警報中心於1小時後（上午9時）對該系統在24小時內形成為熱帶氣旋的機會評級為「低」，至晚上10時半一度提升為「中」，可是在16日下午2時又降回「低」；不過日本氣象廳則在當晚8時把該系統升為熱帶低氣壓。當時該系統以時速超過30公里向西北偏西前進，快速接近日本；受到強勁垂直風切變抑制，其低層環流中心廣闊而暴露，組織散亂、對流稀疏和淺薄，且帶有部份溫帶氣旋特徵，聯合颱風警報中心因而在17日上午10時把該系統評估為，到晚上8時升為。翌晨（8月18日）該系統的溫帶氣旋特徵減退，聯合颱風警報中心在凌晨5時45分對其在24小時內形成為熱帶氣旋機會重新提升為「中」，更於早上8時表示它已轉化為熱帶風暴，跳過評級「高」和熱帶氣旋形成警報，直接給予編號12W。

### 南下琉球緩行迷走
該系統在8月19日有跡象逐漸增強，日本氣象廳在上午9時對其發出烈風警報，表示預計它在隨後一日內有機會加強為熱帶風暴。雖然它的環流整體上仍然稀少薄弱，但是其中心風力已達烈風程度，日本氣象廳於是在當晚9時，在該熱帶低氣壓移至日本本州南面和折向西南偏西之際，正式把該系統升為熱帶風暴，並命名為獅子山，給予國際編號1610。中國國家氣象中心在20日凌晨2時跟隨升格，不過當獅子山在凌晨4時25分進入香港天文台責任範圍時，香港天文台只把它評為熱帶低氣壓，直至早上7時45分才把獅子山升為熱帶風暴。副熱帶高壓脊受制於較早前一連串北上侵襲日本的風暴，以及同時活躍的熱帶氣旋蒲公英和圓規阻礙而無法向西伸展，獅子山受到其西面、華東上空的高壓脊和南面的季候風槽牽引，在早上改向西南移動，開始遠離日本並移向琉球群島；不過位處附近的蒲公英將引致「藤原效應」出現，令獅子山往後的動向不明朗因素極大，各官方氣象部門均預計獅子山的移速漸變緩慢，而電腦數值預報模式顯示獅子山到達琉球群島東面海域後，有機會擺脫蒲公英的牽制而明顯加強和繼續採取西南路徑，但也有可能被它牽引而逆時針互旋，轉向偏東方向推進，甚至遭蒲公英吞併。
事實上部份氣象部門繪製的天氣圖顯示獅子山最外圍的等壓線已與蒲公英相連，當日獅子山亦明顯減速至每小時20公里以下，到21日晚上移動更變得緩慢，而其加強幅度亦受到限制。獅子山在22日向東南緩行，這是在「藤原效應」下熱帶氣旋逆時針互旋的現象；雖則受此效應影響下的獅子山增強趨勢變得時快時慢，然而中國國家氣象中心仍當日下午5時率先把獅子山升為強熱帶風暴。當日歐洲中期天氣預報中心開始預計獅子山徘徊琉球群島以東兩三日後，將會爆發增強並重新採取偏北路徑，再次侵襲日本並橫越九州；但該中心在翌日（23日）便把登陸位置大幅向東修訂至日本本州，預測路徑亦變得偏東北，香港天文台首先採納此預報路線，日本氣象廳和臺灣中央氣象局不久後也跟隨此預測。由於蒲公英的位置貼近副熱帶高壓脊，直接受其引導而高速北移，隨著蒲公英橫過日本並遠去，獅子山在23日午夜時份脫離蒲公英的牽引，東南路徑至此結束，但獅子山夾在華東上空高壓脊和副熱帶高壓脊之間，陷入兩者造成的鞍形氣壓場內，只能繼續向西南緩慢漂流。

### 擺脫牽制急劇增強
不過擺脫蒲公英的牽制亦使獅子山得以恢復穩定增強，其中心附近有對流爆發並修復低層環流中心，組成中心密集雲團，並發展出「雲捲風眼」，顯示其強度穩步上揚，日本氣象廳和香港天文台接連在23日凌晨3時10分和45分把獅子山升為強烈熱帶風暴。受惠於溫暖海水和活躍西南季候風的支援，以及垂直風切變明顯減弱和高空輻散漸佳的良好環境，獅子山的強度上升趨勢在24日更見迅速而顯著，並且打開風眼，日本氣象廳和香港天文台分別在凌晨2時55分及3時45分把獅子山升為颱風；中國國家氣象中心和聯合颱風警報中心緊隨其後，於凌晨5時正作出此項升格，與此同時臺灣中央氣象局則把獅子山升為中度颱風。日間獅子山細小的「針眼」顯現在衞星雲圖上，標誌著其強度持續飆升，中國國家氣象中心和香港天文台先後在下午2時45分及6時45分把獅子山進一步升為強颱風。雖則獅子山再次於琉球群島東面停滯不前，但至此各部門均預料獅子山一兩日內會「掉頭」向東北加速推進，原因是華北將有西風槽發展，打擊華東上空之高壓脊，取而代之成為獅子山的主要引導系統並把它「勾走」。
可是正當各部門預期獅子山進一步加強之際，獅子山卻在25日發展出「雙重眼壁」，強度上升之勢一再陷入停頓；同時獅子山在琉球群島東面滯留時間太久，嚴重消耗海水潛熱，長時間的對流也造成較深處和較冷的海水上翻，能量供應銳減，使其眼壁更替週期變得不順利，持續一整日仍未完成，甚至令其風眼變成一個較模糊的「雲塞風眼」，代表獅子山轉趨減弱，促使各氣象部門對獅子山往後的預測強度下調。隨著西風槽擊退華東上空高壓脊，使其向西撤離至內陸，瓦解維持多日的鞍形氣壓場，以及獅子山東南面有一個深厚的赤道反氣旋建立和向北延伸，對獅子山構成較明顯的引導，獅子山在26日入夜後開始採取較明顯東移路線，時速約10至12公里，至27日漸轉為東北偏東，移速升至每小時18公里；當晚獅子山的眼壁更替亦終告完成，其風眼清空後再次變得顯而易見，加上獅子山附近環境未有變得惡劣，獅子山因而開始重新增強，再一次邁向巔峰，其環流亦變得龐大，覆蓋面積比形成初期倍增。但各部門均預期副熱帶高壓脊隨後會從日本東北面向西伸展，令獅子山後期再次折向西北，以成熟颱風的姿態橫過日本本州，對當地構成重大威脅。28日獅子山加速向正東北移動，時速約25至30公里，移離水溫較低的海域並重新吸收能量，系統上空流出呈放射狀，衞星雲圖上可見一個渾圓而紮實的眼壁和風眼結構，中心密集雲團的對流亦非常旺盛，足證它達到強度頂峰，這促使中國國家氣象中心在當日下午2時40分把獅子山升為超強颱風。

### 回馬槍橫掃日本
獅子山的巔峰時期未有長久維持，隨著獅子山於29日繼續向東北前進，重新逼近日本本州，它亦再次遇上較冷的海水，加上先前的西風槽亦真正開始帶來較強的垂直風切變，並堵塞系統上空的流出通道；同時夾在獅子山和西風槽之間的乾燥下沉氣流亦向外擴散，入侵獅子山的西面環流，令獅子山的強度再次受挫，西面的深層對流大幅削弱，風眼又再變得模糊不清。中國國家氣象中心對其「超強颱風」評級維持剛好一日後，於下午2時50分把獅子山降為強颱風，不足半日便再於翌日（30日）凌晨2時35分把獅子山再降格為颱風；聯合颱風警報中心更在當日上午11時率先把獅子山降為熱帶風暴，此時獅子山只剩下東面環流仍然完好無缺，風眼也遭到填塞，眼壁有跡象崩塌，而系統西面則已與西風槽相關的雲帶連接。29日晚間獅子山亦一如所料地開始逆時針轉向，到30日移動方向逐步改為西北偏北，速度亦升至每小時40公里，加速直逼日本東北地方，日本氣象廳表示獅子山於下午5時之前在岩手縣大船渡市附近登陸，同時因應當地實測風力未達颶風程度，而緊接在下午5時45分把獅子山降為強烈熱帶風暴；中國國家氣象中心則在較早前於下午2時25分作出此項降級。
登陸後獅子山的中心密集雲團崩潰，移速進一步飆升到西北太平洋風暴中罕見的每小時70至80公里，短短數小時已掠過東北地方，在晚上9時左右進入日本海。伴隨西風槽而來的冷空氣隨即滲入獅子山的環流內，破壞其暖心結構並使其開始轉化過程，日本氣象廳在獅子山開始遠離日本不久，便已在晚上11時45分首先表示獅子山轉化為溫帶氣旋。獅子山於日本海漸轉向正西前進，中國國家氣象中心於31日凌晨3時05分把獅子山降為熱帶風暴，隨後表示獅子山於凌晨4時半在俄羅斯海參崴附近再度登陸；聯合颱風警報中心亦在31日凌晨5時對其發出最後警告。此後獅子山繼續西移，穿越俄羅斯濱海邊疆區，早上進入中國吉林省，深入內陸並持續減弱，午後深層對流盡失，低層環流中心變得難以辨認，中國國家氣象中心在下午5時05分表示獅子山在磐石市上空轉化為溫帶氣旋，並宣佈對其停止編號。在陸地摩擦下，獅子山的殘餘雲帶在9月1日變得越來越淺薄，後來進入內蒙古，翌日（9月2日）終告消散殆盡。

## 影響

### 日本

颱風獅子山在8月30日登陸日本東北地方

獅子山在8月19日至21日期間在日本本州以南海域掠過，雖是兩星期內第4個吹襲日本的熱帶氣旋，但當時獅子山的對流稀疏薄弱、環流較小，未有造成重大影響。可是獅子山徘徊琉球群島東南面海域並迅速增強為一成熟颱風後，恢復向東北移動，重新逼近日本本州，構成明顯更嚴重的威脅。獅子山在8月30日逐漸轉向西北偏北，日本氣象廳預料獅子山會於當日黃昏在東北地方登陸，以颱風強度橫掃日本本州。當地天氣顯著轉壞，風勢急速增強，廣泛地區刮起強風程度北至東北風、漸轉西北烈風或暴風，並有狂風大雨和翻起巨浪，北海道多處亦受東至東北烈風影響，日本氣象廳對整個東北地方和北海道多個縣區發佈暴風、大雨及洪水警報，並針對沿岸地區發佈波浪警報。獅子山在當日下午6時前登陸岩手縣大船渡市，成為1913年以來首個從西北太平洋登陸東北地方的熱帶氣旋，當地吹烈風至暴風程度旋風及有狂風暴雨，但風勢未達颶風程度，顯示獅子山在登陸一刻減弱為強烈熱帶風暴。隨著獅子山飛快地橫過東北地方，並在當晚9時移出日本海，日本本州逐漸轉吹南至西南風，北海道普遍轉為刮起東南烈風，部份地區風勢仍達暴風水平。
雖然獅子山快速遠離，但是其東面環流為日本東北地區和北海道帶來持續半日的豪雨，受影響地區錄得超過200毫米雨量。豪雨更引發洪水泛濫，造成廣泛地區嚴重水浸。岩手縣岩泉町河水暴漲，一間木製平房建成的老人院遭洪水沖塌，其中有9人被沖至鄰近另一間同樣被洪水淹浸的護老院地下溺斃；救援人員在岩手縣其餘地區另外發現2人被洪水湧入屋沖走喪命，當地亦有橋樑被洪水沖毀，汽車墮海致多人失蹤。8月30日17時宮古市发布了市内居住在临时房屋内的市民的避难指示，在台风登陆地的大渡船市当日在全市发布劝告避难的指示。北海道為另一重災區，兩條流經南富良野町的河流同時决堤，南富良野町過百人遭洪水圍困，要走上天台暫避，由直升機救走。除此之外风暴还对日本的农牧业产生了极大的影响。風暴至今造成11死、最少3人失蹤，約15000戶停電。

### 俄羅斯
侵襲日本東北地區後，獅子山穿越日本海，登陸俄羅斯沿岸州海參崴，使當地降下豪雨，並造成最少2個村莊被洪水淹沒。獅子山是少數侵襲俄羅斯且帶來災情的颱風之一，沿岸州政府為此發佈緊急事態宣言。

### 中國大陸
雖然獅子山肆虐日本時減弱為強熱帶風暴，但是亦逐漸轉向偏西推進，預計橫過日本海後將影響中國東北部。中國國家氣象中心在8月30日下午6時發佈颱風藍色預警信號，當時獅子山正掠過日本東北地方。獅子山在翌晨（8月31日）於俄羅斯濱海邊疆區再次登陸，早上7時50分移入中國吉林省，為當地帶來狂風大雨，當地吹8級旋風；不過隨著其強度逐漸削弱和變為冷心結構，國家氣象中心在下午5時05分表示獅子山在磐石市上空轉化為溫帶氣旋，及宣佈對其停止編號，並在下午6時解除所有颱風預警信號。可是國家氣象中心表示吉林、黑龍江、遼寧、內蒙古、山東仍受6至8級風影響，黑龍江更可能有暴雨，呼籲民眾切勿隨意外出；受影響地區大部份學校亦宣佈停課，部份高速公路禁止大型車輛行駛。在吉林延边州受台风影响出现严重洪水，当地龙井市三合镇的城区遭到洪水淹没，龙井白金乡与南坪镇一度与外界失去联系，图们江、海兰江达到历史最高水位。暴雨引发的山洪更沖毀为龙井供水的输水管，使得城市一度全面停水。

### 北韓
雖然獅子山並沒有掠過北韓，但是獅子山導致的最嚴重災害卻在該處發生。受到獅子山的殘餘雨帶影響，北韓出現豪雨，在咸鏡北道等地引發嚴重水災、泥石流和山洪暴發，造成最少133人死亡、395人失蹤，3.5萬戶房屋嚴重受損，當中2.5萬間被徹底摧毀，數以十萬計民眾無家可歸、3萬多戶房屋和8700餘間公共建築被毀、上萬公頃農田被淹。

## 熱帶氣旋警告使用紀錄

### 中國大陸
| 中國國家氣象中心 颱風預警信號 | 中國國家氣象中心 颱風預警信號 | 中國國家氣象中心 颱風預警信號 |
| ----------------------------- | ----------------------------- | ----------------------------- |
| 上一熱帶氣旋                  | 颱風藍色預警信號              | 下一熱帶氣旋                  |
| 熱帶風暴電母                  | 颱風藍色預警信號              | 強颱風馬勒卡                  |

## 釋義
1. ↑  當有2種以上全球預報模式表示某低壓區將於未來48小時內發展為熱帶氣旋，聯合颱風警報中心則將該系統之熱帶氣旋形成機會評級為「低」。除非環境異常優良，否則該系統在24小時內發展為熱帶氣旋的機會甚微。[5]
2. ↑  當有3種以上全球預報模式表示一低壓區將於未來48小時內發展為熱帶氣旋，聯合颱風警報中心則將該系統之熱帶氣旋形成機會評級為「中」。一般而言，即使發展機會增大，系統過了24小時之後發展成熱帶氣旋的機會才較高；但如果環境良好，系統亦可以在24小時內形成熱帶氣旋。[5]
3. ↑  當有3種以上全球預報模式表示一低壓區將於未來24小時內發展為熱帶氣旋，聯合颱風警報中心則將該系統之熱帶氣旋形成機會評級為「高」，並同步發出熱帶氣旋形成警報。此時該系統於24小時之內形成熱帶氣旋的機會極高，若氣象因素特別有利，該系統更可於6小時內增強為熱帶低氣壓。[5]
4. ↑  聯合颱風警報中心會為所有於其責任範圍內被該部門評定為熱帶氣旋的系統作出編號，由兩位數及一個英文字母組成。英文字母表示該熱帶氣旋形成的區域，西北太平洋（包括南海、東海）以W表示；而兩位數字則指熱帶氣旋於當年在英文字母所表示的區域內形成次序，換言之「12W」即指獅子山是年內第12個於西北太平洋區域內形成的熱帶氣旋。此編號系統每年重新開始。
5. ↑  作為世界氣象組織指定的西北太平洋區域專責氣象中心，日本氣象廳負責西北太平洋區域內（包括南海、東海）的熱帶氣旋正式編號與命名工作：每當該機構將一個熱帶低氣壓升格為熱帶風暴時，該機構亦會依照在世界氣象組織颱風委員會上通過的名稱表作出命名，同時給予4位數字的國際編號。前兩位為當年公元紀年最後兩位數（2016），後兩位代表獅子山是當年被日本氣象廳第10個評級為熱帶風暴的熱帶氣旋。
6. ↑  低壓系統位於兩個高壓系統之間的地區稱為鞍形氣壓場（或稱氣壓鞍、變形場）。鞍形場的出現正是氣壓高低的相對關係，由於氣壓兩側較高而中間凹入處較四周低，以鞍形作為比喻，故以此為名。當熱帶氣旋位於鞍形場中時，因缺乏明顯的引導氣流，熱帶氣旋將會變得移動緩慢甚至停滯不前，且路徑不規則。由於兩個高壓系統皆有引導熱帶氣旋移動的可能性，這使得熱帶氣旋未來行進方向變化多端，因此預測難度較大。鞍形場最常見例子是副熱帶高壓出現弱點時，弱點凹入成鞍形場，凹處有氣流輻合及正渦度環流，形成低壓系統。而弱熱帶擾動在此場則得到適當渦度而可能得以加強。[11][12]
7. ↑  「中心密集雲團」是達強烈熱帶風暴級別之熱帶氣旋所擁有的一種特徵，在衛星雲圖上所見為一渾圓，集中及具有組織的密集雲區在中心附近旋轉，通常為積雨雲或塔狀積雲，會引致中心附近有雷暴發生。中心密集雲層區之下應有相當明顯而成熟的螺旋雲帶，同時伸展到雲帶之外；當熱帶氣旋進一步增強至颱風程度時，風眼也會開始在此處的中心區域形成。[14]
8. ↑  「雲捲風眼」是熱帶氣旋中心當中，由螺旋雲帶旋捲成之缺乏組織的眼牆，結構看來較不佳。此現象以發生在熱帶氣旋環流中吹西北風象限內者較為普遍，其維持時間隨當時形成熱帶氣旋的氣象環流條件不同而異，出現時間或長或短。[15][16]
9. ↑  「輻散」是指空氣由一個中心向四周散開，通常只有氣旋式輻散，形成原因和輻合的機制相若，只是一般是在高壓系統發生。高空也能有高壓，所以高空也能有輻散，高空輻散足夠又有水氣時就可能降雨，形成原因和輻合相若。[18][19]
10. ↑  「西風帶」是位於副熱帶高壓帶與副極地低壓帶之間（大致在南北緯30至60度之間）的行星風帶。從副熱帶高壓流向副極地低壓的氣流在科里奧利力的作用之下，偏轉成西風（北半球為西南風，南半球為西北風），因此西風為盛行風。[22][23]
11. ↑  「斜壓」是指等壓面與等溫面（等密度面）出現交角的現象，而且兩者隨高度而傾斜。例如於中緯度，由於受太陽照射差異使南北溫差大，西風帶的氣壓槽一般即隨高度向西傾斜，而溫度槽脊則向東傾斜，造成等壓面和等溫面不平行的情況。[24]
12. ↑  「輻散」是指空氣由一個中心向四周散開，通常只有氣旋式輻散，形成原因和輻合的機制相若，只是一般是在高壓系統發生。高空也能有高壓，所以高空也能有輻散，高空輻散足夠又有水氣時就可能降雨，形成原因和輻合相若。[25][26]
13. ↑  「輻合」是指空氣匯聚的現象，其中又可分為「氣旋式輻合」和「切變式輻合」兩種：在地面，空氣在地轉偏向力、氣壓梯度力、地形摩擦力以及離心力之共同作用下，以逆時針通過等壓線，呈螺旋式向低壓中心推進，形成風。若低壓中心有閉合等壓線（例如熱帶氣旋），則因角動量守恆，離心力加大，而進一步平衡氣壓梯度力，於是產生旋風。同時空氣被迫抬升，空氣上升後地面氣壓便會進一步下降，此即「氣旋式輻合」。而「切變式輻合」則是二種不同風向的氣流輻合，而使空氣因壓迫抬升，這種切變式的輻合通常出現於鋒面或低壓槽處，和前者輻合的分別只是氣旋式的風向變化比較不明顯。[18][19]
14. ↑  高空西風帶[注 10]繞副極地低壓的等壓線移動，當副極地低氣壓出現冷心斜壓[注 11]槽時，即為「西風槽」。槽中有強正渦平流，槽前有輻散[注 12]運動常伴隨低空溫帶氣旋的發展，槽後輻合[注 13]則伴隨地面反氣旋之增強。西風槽東移時亦使副熱帶高壓脊東退，西風帶中的長波槽（东亚大槽位於東經120－150度）將推動熱帶氣旋轉往東北方向行進。[27][28]

## 外部連結

### 最佳路徑
- （日語）日本氣象廳：1610最佳路徑數據 （页面存档备份，存于）、2016年熱帶氣旋最佳路徑2016年熱帶氣旋最佳路徑（數據 （页面存档备份，存于）、路徑圖 （页面存档备份，存于））
- （英文）美國聯合颱風警報中心：12W最佳路徑數據 （页面存档备份，存于）、颱風獅子山最佳路徑圖
- （简体中文）中國國家氣象中心：2016年熱帶氣旋最佳路徑數據（有待公佈）
- （繁體中文）中華民國交通部中央氣象局：颱風資料庫——、獅子山最佳路徑圖、2016年氣象年報及觀測年報（有待公佈）
- （繁體中文）：2016年8月熱帶氣旋概述 （页面存档备份，存于）、《2016熱帶氣旋年刊》（網頁版有待公佈）
- （繁體中文）澳門地球物理暨氣象局：2016熱帶氣旋年報——颱風獅子山（有待公佈）
- （英文）菲律賓大氣地球物理和天文管理局：2016年熱帶氣旋路徑年報（有待公佈）
- （泰文）泰國地球物理暨氣象部門：2016年熱帶氣旋路徑 （页面存档备份，存于）

### 颱風資訊
- （英文）美國海軍研究實驗室：12W檔案 （页面存档备份，存于）
- （繁體中文）香港天文台：實時天氣稿（8月20日 （页面存档备份，存于）－21日 （页面存档备份，存于）－22日 （页面存档备份，存于）－23日 （页面存档备份，存于）－24日 （页面存档备份，存于）－25日 （页面存档备份，存于）－26日 （页面存档备份，存于）－27日 （页面存档备份，存于）－28日 （页面存档备份，存于）－29日 （页面存档备份，存于））、天文網誌——「掉頭走」的獅子山 （页面存档备份，存于）、天文網誌——多旋共舞 （页面存档备份，存于）

### 災情相關
- （繁體中文）日本經濟新聞：颱風「獅子山」肆虐日本東北及北海道 （页面存档备份，存于）
- （繁體中文）中時電子報：颱風襲日巨浪毀防波堤 漁民：嚇都嚇死了！ （页面存档备份，存于）、獅子山侵襲北韓 市區洪水氾濫15人失蹤 （页面存档备份，存于）
- （繁體中文）自由時報：北韓洪災 10萬人無家可歸 （页面存档备份，存于）
- （繁體中文）風傳媒：強颱獅子山橫掃日本北海道、東北地區 至少11死、5失蹤 （页面存档备份，存于）
- （简体中文）星洲網：台风狮子山袭日本‧老人院9淹死 （页面存档备份，存于）